# Birjucsij-sziget
A Birjucsij-sziget (ukránul: Бирючий острів) egykori sziget, ma már földnyelv (félsziget) Ukrajna déli részén, az Azovi-tenger észak-nyugati partján. A terület közigazgatásilag a Herszoni terület Henyicseszki járásához tartozik. Azonban nincs közvetlen szárazföldi kapcsolata a Herszoni területtel, attól az Utljuki-limán választja el. Egykor sziget volt, 1929-ben azonban megszűnt a Fedotov-földnyelvtől elválasztó tengerrész, így a sziget napjainkban már annak nyúlványa.
Hossza 24 km, legnagyobb szélessége 5 km, területe 7232 ha. A nyugati és északnyugati részén kisebb limánok és öblök tagolják a partját. A két legnagyobb öböl a Ribacsja-öböl és a Majacsna-öböl.
A sziget teljes területe az 1993-ban létrehozott Azov-Szivasi Nemzeti Parkhoz tartozik. A nemzeti park területe korábban, 1927-től természetvédelmi terület volt. 2005-től turisták is látogathatják.
A sziget délnyugati részén áll a birjucsiji világítótorony. Az első világítótornyot 1878-ban építették. A jelenlegi világítótorony 1957-ben készült.
2003. szeptember 17-én a szigeten találkozott Leonyid Kucsma és Vlagyimir Putyin orosz elnök, ahol az Azovi-tengeren és a Kercsi-szorosban lévő orosz–ukrán tengeri határ kijelöléséről tárgyaltak.
Az i.e. ezer évvel a környéket a szkíták lakták. Egyes szkíta érméken a feltételezések szerint az egykori sziget ábrázolása látható. A sziget mai neve a magányos farkasra használt keleti szláv birjuk (бирюк) szóból ered.